# 苏州口腔医院
苏州口腔医院，现又为苏州大学附属口腔医院、苏州市红十字口腔医院，总院位于苏州市姑苏区苏站路1366号，观前街院区位于苏州市姑苏区人民路1505号（人民路与因果巷交叉口）。该院始于1908年，1978年创建平江区牙病防治院。80年代后期更名为苏州口腔医院。